# 泰山革命烈士纪念碑
泰山革命烈士纪念碑，位于山东省泰安市泰山区。是中华人民共和国山东省省级文物保护单位之一。
2015年6月23日，列入第五批山东省文物保护单位，该文物保护单位分类为近现代重要史迹及代表性建筑。